# Устюговський
Устюго́вський (рос. Устюговский, башк. Устюговск) — присілок (у минулому селище) у складі Благовіщенського району Башкортостану, Росія. Входить до складу Старонадеждинської сільської ради.
Населення — 9 осіб (2010; 10 в 2002).
Національний склад:
- росіяни — 60 %